# Самовъзпроизвеждаща се машина
Самовъзпроизвеждаща се машина е вид автономен робот, който може да се самовъзпроизвежда като използва суровини от природата. Това е дългосрочната цел на някои от инженерните науки – да бъде създаден макрорепликатор (устройство, което може да се самовъзпроизвежда). Обичайната причина за това е да се постигне максимално ниска цена за всяка произведена вещ. Самостоятелната репликация избягва разходите за труд, капитал и разпределение в конвенционалните промишлени стоки.
Самовъзпроизвеждащите се машини могат да бъдат разделени на два вида според размерите си и технологиите, които използват:
1. Макрорепликатор е изкуствена самовъзпроизвеждаща се система от машини с нормални размери, която разчита на конвенционални технологии и автоматизация.
Този вид също така се наричат „машини на фон Нойман“, тъй като Джон фон Нойман първи разработи идеята за самовъзпроизводство на машините. Самият фон Нойман използва термина Универсален конструктор. В английския език се използва и терминът „дрънчащ репликатор“. Той е въведен от Дрекслър, и е неформален и рядко се използва от други лица в популярни или технически дискусии.
Проучване на НАСА определи сложността на макрорепликатора приблизително, като съответстваща на процесора Intel Pentium 4. Това означава, че технологията е постижима със сравнително малка инженерна група в разумен период от време, на разумна цена.
2. Нанорепликатори. Те са машини с наноразмери и използват нанотехнологии. Според Робърт Фрейтас съзаването на нанорепликатори е възможно в недалечно бъдеще. Но във всеки случай, това ще е много по-трудно от създаването на макрорепликатор. Освен това ще е нужна и огромна допълнителна работа, за да бъдат „научени“ наномашините да създават нужни на човека предмети.
Възможността за създаване на самовъзпроизвеждащ се комплекси от машини периодично се подлага на изследване от американската космическа агенция НАСА поради огромното значение, което ще имат такива машини за усвояването на космоса.
През 1982 година бе публикуван първият доклад по темата: (Advanced Automation for Space Missions) издаден от Роберт Фрейтас (Robert Freitas) на основата на изследване, проведено от университета „Санта Клара“.
Ново проучване за Института за съвременни концепции на НАСА направи General Dynamics през 2004 г. Там се заключава, че сложността на разработката на комплекса е равна на тази на Pentium 4. Някои експерти обмислят самовъзпроизвеждащи се машини за добив на материали от астероидите.
През 2004 г. Робърт Freitas и Ралф Меркле публикуваха първия цялостен преглед на изследванията по самовъзпроизвеждащи се машини, който
включва над 3000 литературни препратки. 
През 2005 г. Адриан Бойър от Университета в Бат стартира RepRap проект за разработване на машина за бързо прототипиране, която би била в състояние да се самовъзпроизвежда. Такива машини ще са достатъчно евтини, за да могат хората да ги купуват и използват в домовете си. Проектът е със свободен достъп GNU GPL.